# Claves Records
La Claves Records è una etichetta discografica svizzera di musica classica.

## Storia
Fondata nel 1968 a Thun, la Claves si occupa di ogni genere di musica classica, privilegiando giovani talenti, interpreti di nazionalità svizzera, repertori di rara esecuzione o mai incisi su disco, e registrazioni storiche.
La iniziale notorietà di questa casa discografica è stata raggiunta grazie alle registrazioni del pianista e direttore d'orchestra Jörg Ewald Dähler e del flautista Peter-Lukas Graf; successivamente l'etichetta ha realizzato incisioni con Dietrich Fischer-Dieskau, Teresa Berganza e Ernst Haefliger e con le orchestre English Chamber Orchestra, l'Orchestra da Camera di Losanna e la Kremlin Chamber Orchestra.
Negli anni '80 si sono aggiunti al catalogo le incisioni operistiche del direttore d'orchestra svizzero Marcello Viotti e del duo pianistico Duo Crommelynck; in ambito barocco invece troviamo le incisioni del direttore d'orchestra Diego Fasolis.
Accanto alle nuove produzioni discografiche la Claves possiede in catalogo una ricca serie di dischi con materiale d'archivio proveniente dalla Radio Televisione Svizzera in cui figurano artisti come Clara Haskil, Nathan Milstein, Arturo Benedetti Michelangeli, Emil Gilels, Leonid Borisovič Kogan, Nikita Magaloff, Arthur Grumiaux e Van Cliburn.